# Lorcán mac Coinlígáin
 Lorcán mac Coinlígáin (floruit 922) est un  roi de Munster issu des  Eóganacht Chaisil une branche des  Eóganachta. Lorcan qui appartient au  du sept Cenél Conaill, est un descendant à la 7e génération de Nad Fraich le fils et héritier du célèbre roi Colgú mac Faílbe Flaind (mort en 678)

## Contexte
En 914 son prédécesseur Flaithbertach mac Inmainén d'ascendance inconnue s'était emparé de la royauté de Cashel . Les Annales des quatre maîtres il part en pèlerinage. En 923, Flaithbertach est capturé près de Roscrea par des Vikings de Limerick, bien qu'il ait été manifestement relâché plus tard  il semble que son règne s'était achevé et que Lorcán mac Coinlígáin soit roi de Munster. On ignore la date de la fin de son règne mais son successeur Cellachán Caisil lui aussi issu des Eóganacht Chaisil est  mentionné pour la première fois dans les sources en 936 lorsqu'il pille le monastère de Clonmacnoise avec les « Hommes de Munster »,

## Sources
- (en) Francis John Byrne, Irish Kings and High-Kings, Londres, Batsford, 1973 (ISBN 0-7134-5882-8)
- (en) T.W Moody, F.X. Martin, F.J. Byrne, A New History of Ireland IX Maps, Genealogies, Lists. A companion to Irish History part II, Oxford, Oxford University Press, 2011, 690 p. (ISBN 978-0-19-959306-4)
- (en) Clare Downham, Vikings Kings of Britain and Ireland : The Dynasty of Ivarr to A.D. 1014, Édimbourg, Dunedin Academic Press, 2007, 338 p. (ISBN 978-1-906716-06-6)